# オスターラント

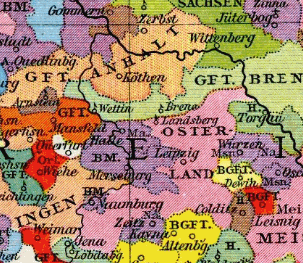
1260年以降のランツベルク辺境伯領（オスターラント）

オスターラント（Osterland）とは、今日のテューリンゲン州、ザクセン州およびザクセン＝アンハルト州にあたる地域の歴史的地名である。険しい西エルツ山地の北側の山からザクセン＝アンハルト南東のなだらかな平原へと続く地域である。過去の火山活動の痕跡が見られる。

## 歴史
後にオスターラントといわれるこの地域の歴史は、937年のオストマルクの成立が始まりである。オストマルクは965年に5つの辺境伯領に分裂したが、そのうちのラウジッツ辺境伯領、メルゼブルク辺境伯領、ツァイツ辺境伯領がオスターラントを形成した。相続を通して、この地域には13世紀にはランツベルク辺境伯領が形成された。
14世紀には開拓と農業が広まり、森林が開墾された。

### 近代
ドイツ民主共和国の終焉後、歴史的地域と名称の使用が見直された。1990年代初めより、ライプツィヒ民衆新聞（Leipziger Volkszeitung）はアルテンブルガー・ラント郡においてはオスターラント民衆新聞（Osterländer Volkszeitung (OVZ)）の名で販売され、ゲーラにはオスターラント体育館ができるなど、オスターラントの名称はさまざまなところに使用されるようになっている。

## 地理的位置
オスターラントの西の境界は常にザーレ川であったが、その他の境界については何度も変化した。北側はライプツィヒおよびアイレンブルクまで、南側はアイゼンブルクおよびボルナまで、南側はトルガウまで至り、後にムルデ川を境界とみなすようになった。14世紀には、この地域はプライセンラント（アルテンブルク、シュメルン、メラーネ、ポニッツおよびツヴィッカウ）、ゲーラおよびシェーンブルクに至った。